# Kim Wilson
Kim Wilson (Detroit, 1951. január 6. –), amerikai blueszenész: szájharmonikás, énekes.

## Pályafutása
Detroitban született 1951-ben, de a kaliforniai Goletában nőtt fel. Itt ezért  Goletai Slimnek nevezték. Az 1960-as évek végén kezdett a blues-t játszani. Muddy Waters, Jimmy Rogers, Eddie Taylor, Albert Collins, George „Harmonica” Smith, Luther Tucker, Pee Wee Crayton, és Little Walter, James Cotton, Big Walter Horton, Slim Harpo, Lazy Lester voltak rá nagy hatással.
Mielőtt 1974-ben a texasi Austinba költözött volna, az Aces, Straights and Shuffles együttes vezetője volt a Minneapolisban. Austinban Jimmie Vaughan gitárossal megalakította a  The Fabulous Thunderbirds-t.
Különböző blues zenei fesztiválon és klubokban rengeteget lép fel a világ minden táján, mind a Fabulous Thunderbirds vezetőjeként, mind a Kim Wilson Blues Allstarssal.

## Lemezei
Szólólemezek
- 1993: Tigerman
- 1994: That's Life
- 1997: My Blues
- 2001: Smokin' Joint
- 2003: Looking for Trouble
- 2006: My Blues Sessions: Kim's Mix, Volume I
- 2017: Blues and Boogie, Vol. 1
- 2020: Take Me Back – The Bigtone Sessions
  - → Mint vendégzenész

## Díjai, elismerései
2016-ban Wilson Blues Music Awardot kapott az „Instrumentalist, Harmonica” kategóriában.

## Film
Sajátmagát alakította az 1989-es „Sleepwalk” című tévésorozat egyik epizódjában.